# Silvarouvres
Silvarouvres település Franciaországban, Haute-Marne megyében. Lakosainak száma 33 fő (2022. január 1.). Silvarouvres Châteauvillain, Dinteville, Laferté-sur-Aube, Lanty-sur-Aube, Pont-la-Ville és Villars-en-Azois községekkel határos.

## Népesség
A település népessége az elmúlt években az alábbi módon változott:
| Lakosok száma | 104  | 69   | 61   | 49   | 43   | 38   | 39   | 36   | 34   | 33   |
|               | 1968 | 1982 | 1990 | 2006 | 2013 | 2015 | 2017 | 2019 | 2020 | 2022 |